# Municipio de Grant (condado de Republic)
El municipio de Grant (en inglés: Grant Township) es un municipio ubicado en el condado de Republic en el estado estadounidense de Kansas. En el año 2010 tenía una población de 71 habitantes y una densidad poblacional de 0,75 personas por km².

## Geografía
El municipio de Grant se encuentra ubicado en las coordenadas 39°41′49″N 97°32′16″O / 39.69694, -97.53778. Según la Oficina del Censo de los Estados Unidos, el municipio tiene una superficie total de 94.74 km², de la cual 94,53 km² corresponden a tierra firme y (0,22 %) 0,21 km² es agua.

## Demografía
Según el censo de 2010, había 71 personas residiendo en el municipio de Grant. La densidad de población era de 0,75 hab./km². De los 71 habitantes, el municipio de Grant estaba compuesto por el 100 % blancos. Del total de la población el 0 % eran hispanos o latinos de cualquier raza.